# Zug (kanton)
Zug (Duits: Zug; Frans: Zoug; Italiaans: Zugo; Reto-Romaans: Zug; Engels: Zug) is een kanton in het midden van Zwitserland. Het is een deel van het Centraal-Zwitserland.
De inwoners van het kanton zijn voor ongeveer 70% rooms-katholiek en 20 % protestant.

## Geografie
Zug ligt in Centraal-Zwitserland tussen de kantons van Zürich, Schwyz, Luzern en Aargau en ligt tussen de Alpen en de Zwitserse Hoogvlakte. Het omvat het met morenen bedekte plateau van Menzingen, het Algiratal en de streken om het meer van Zug. De bergen in het Zuidoosten bestaan hoofdzakelijk uit "nagelfluh". Het Noordwesten is een vruchtbaar, heuvelig hoogland. 
De hoogste berg is de Rossberg (1582m). De grootste rivier van het kanton is de Lorze, die uit het Ägerimeer komt en uitmondt tussen Zug en Cham in het meer van Zug. Van daaruit stroomt de rivier onder de naam Reuss verder, en loopt net als de rivier Sihl aan de grens van het kanton.

## Economie

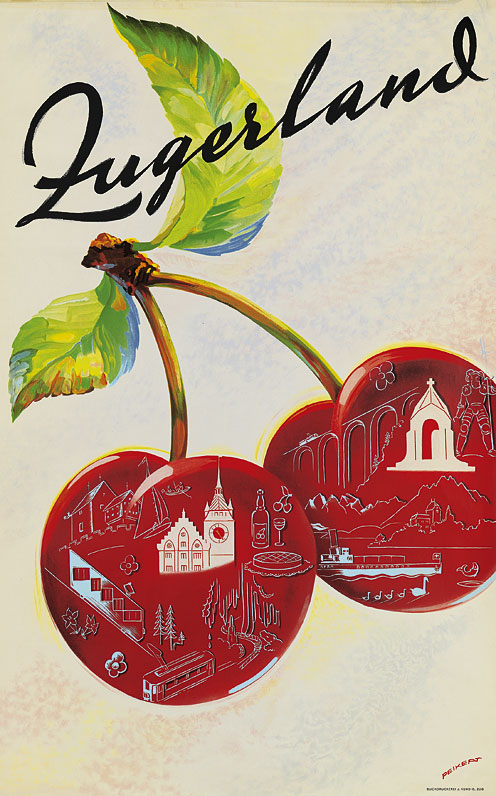
Toeristische poster uit 1939 met een verwijzing naar de kersenteelt

Zug heeft de laagste belasting van alle Zwitserse kantons. De bedrijfsbelasting is zo laag dat vele firma's (ook vele zogenaamde brievenbusfirma's) in Zug gevestigd zijn.
Er is een hoger dan gemiddeld aantal firma's in elektrotechniek en handel in het kanton. Zug richt zich anno 2016 op blockchaintechnologie en cryptogeld (zoals bitcoin) en staat sindsdien bekend als "Crypto Valley".
Van oudsher staat Zug bekend om zijn kersenteelt, die is opgenomen op de Zwitserse lijst van immaterieel erfgoed (Liste der lebendigen Traditionen in der Schweiz). De kersenmarkt van Zug (Zuger Chriesimärt) gaat minstens terug tot 1627. Het kanton produceert kirsch en Zuger Kirschtorte. Driekwart van de boerenbedrijven van het kanton hield zich in 2013 met de kersenteelt bezig.

## Demografie

### Demografische evolutie van het kanton
Bron: https://www.bfs.admin.ch/bfs/de/home/statistiken/bevoelkerung/stand-entwicklung.assetdetail.32229209.html

### Bevolkingsaandeel naar nationaliteit
| Nationaliteit         | 31 dec 2008 | 31 dec 2009 | 31 dec 2010 |
| --------------------- | ----------- | ----------- | ----------- |
| Zwitserland           | 77,84 %     | 77,46 %     | 76,93 %     |
| Duitsland             | 4,85 %      | 5,00 %      | 5,15 %      |
| Servië Kosovo         | 2,51 %      | 2,44 %      | 2,34 %      |
| Italië                | 2,31 %      | 2,28 %      | 2,28 %      |
| Portugal              | 1,31 %      | 1,31 %      | 1,36 %      |
| Verenigd Koninkrijk   | 1,04 %      | 1,17 %      | 1,25 %      |
| Turkije               | 1,05 %      | 1,02 %      | 1,00 %      |
| Bosnië en Herzegovina | 0,97 %      | 0,94 %      | 0,90 %      |
| Kroatië               | 0,83 %      | 0,80 %      | 0,77 %      |
| Nederland             | 0,66 %      | 0,66 %      | 0,72 %      |
| Noord-Macedonië       | 0,67 %      | 0,66 %      | 0,64 %      |
| Oostenrijk            | 0,60 %      | 0,61 %      | 0,64 %      |
| Sri Lanka             | 0,69 %      | 0,65 %      | 0,61 %      |
| Spanje                | 0,49 %      | 0,49 %      | 0,52 %      |
| Verenigde Staten      | 0,44 %      | 0,48 %      | 0,50 %      |

## Politiek

### Wetgevende macht
De wetgevende macht van het kanton Zug ligt in handen van de Kantonsraad die uit 80 leden bestaat. Deze worden voor 4 jaar rechtstreeks gekozen. (2002):
| Partij               | Zetels |
| -------------------- | ------ |
| CVP                  | 25     |
| FDP                  | 20     |
| SVP                  | 18     |
| SP                   | 9      |
| Alternative Fraktion | 8      |

### Uitvoerende macht
De uitvoerende macht van het kanton Zug ligt in handen van een uit 7 leden bestaande Regeringsraad. Deze wordt ook om de 4 jaar rechtstreeks gekozen.

### Rechtsprekende macht
De rechtbank van het kanton doet uitspraak in strafrechtelijke en sommige civiele rechtszaken.

## Talen
Moedertaal (2000):
- Duits: 85,1%
- Servo-Kroatisch: 2,7%
- Italiaans: 2,5%
- andere talen: 9,7%

19,9% van de bevolking van het kanton heeft geen Zwitsers paspoort (2002).

## Plaatsen en gebieden
Het kanton Zug is opgedeeld in 11 gemeentes (2023):
- Zug, de hoofdstad, 31.995 inwoners
- Baar 24.973 inwoners
- Cham 17.867 inwoners
- Risch 11.449 inwoners
- Steinhausen 10.338 inwoners
- Unterägeri 9.283 inwoners
- Hünenberg 8.990 inwoners
- Oberägeri 6.543 inwoners
- Menzingen 4.659 inwoners
- Walchwil 4.005 inwoners
- Neuheim 2.454 inwoners

## Toerisme
Het toerisme in Zug zet op culturele en sportactiviteiten. De "Höllgrotten" (ondergrondse grotten) in Baar en het oude centrum van de stad Zug, met zijn eeuwenoude gebouwen, zijn een bezoek waard. Er is een gedenkbeeld van de "slag van Morgarten" in Morgarten.

## Districten
Er zijn geen districten in Zug.

## Geschiedenis
De eerste sporen van agrarische activiteiten zijn 4000 jaar oud. In 858, werd het Koenigshof in Cham de eerste keer in een document genoemd. Rond 1300 werd de stad Zug een belangrijk handelscentrum door de handel over de Gotthardpas. Aan de oostelijke oever van het Ägerimeer in 1315 vond de slag bij Morgarten plaats met een overwinning voor de Zwitsers tegen de Oostenrijkers. In 1352 werd Zug in het Eedgenootschap opgenomen. 
Tot 1814 hoorde Zug bij het bisdom Konstanz en dan sinds 1828 bij het toen nieuwgevormde bisdom Bazel.
27 september 2001 is een van de donkerste dagen in de geschiedenis van Zug. Door een man uit Zug zelf werden 3 leden van de regering van Zug en 11 leden van het parlement van Zug in het parlementsgebouw vermoord.